# Bernardo Fontova
Bernardo Fontova (Valencia, 1390 - Cartuja de Vall de Crist, 1460) fue un clérigo y escritor español, de gran importancia para la mística, con su Tratado espiritual de las tres vías, purgativa, iluminativa y unitiva y otras obras (Menosprecio de las cosas visibles, Escuela de la Divina Sabiduría).
Se doctoró en teología en París, y entró en la Orden de los Cartujos en 1416, en el mismo monasterio cartujo donde murió, en la comarca castellonense del Alto Palancia. Como su fama atraía muchos visitantes a la cartuja, alterando la paz de ese monasterio, pidió el traslado a Scala Dei, donde ocurrió lo mismo, por lo que volvió a su casa de origen al poco tiempo. La reina María le requirió como confesor. Estuvo con ella ocho años, tras los que enfermó y volvió a Vall de Crist, desde donde la asesoraba por carta y recibía sus visitas. En 1454 rechazó el ofrecimiento de ser propuesto para obispo de Segorbe, hecho por la misma reina.